# Gyula Justh

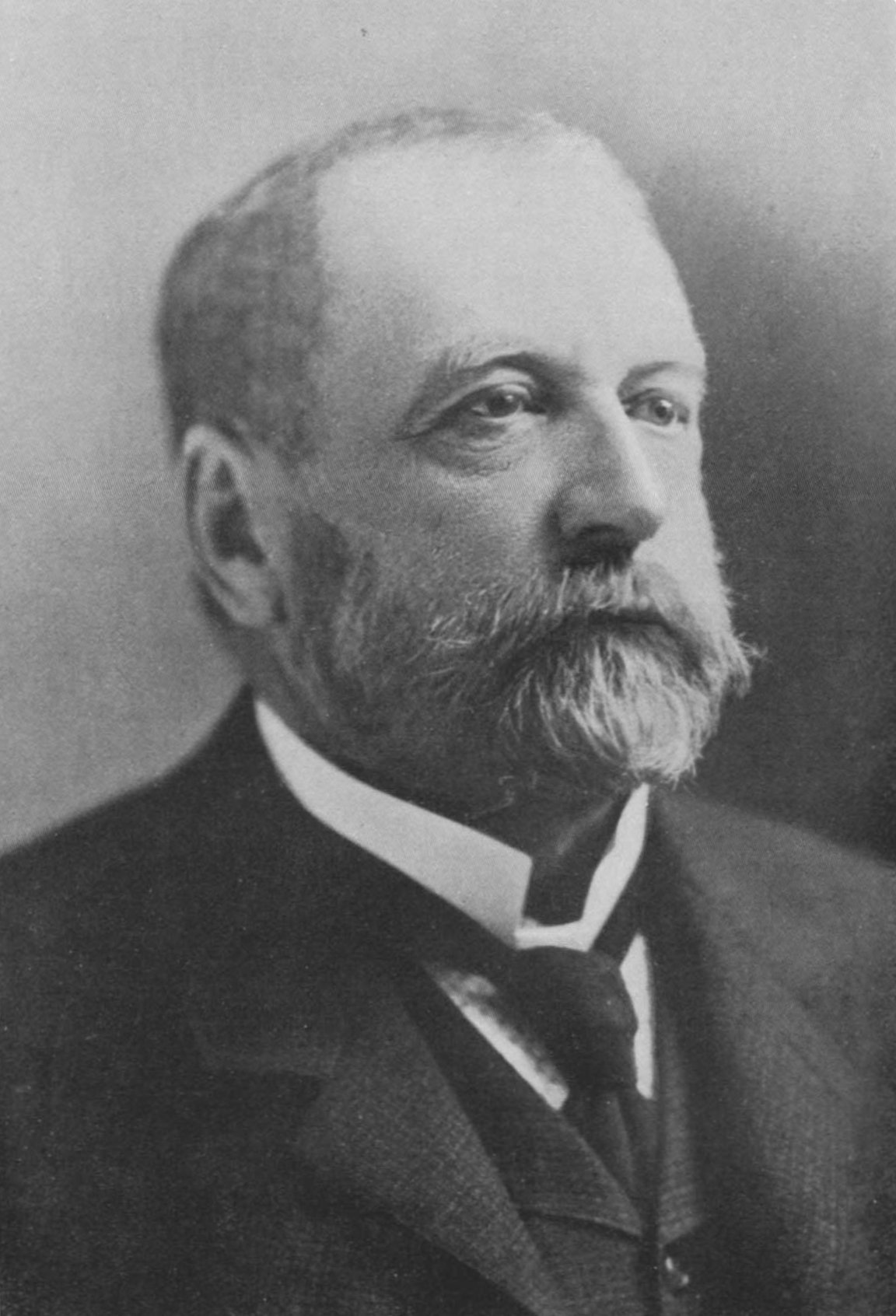
Gyula Justh

Gyula Justh von Neczpál (* 13. Januar 1850 in Necpál, Komitat Turóc; † 9. Oktober 1917 in Budapest) war ein ungarischer Politiker und Präsident des Ungarischen Abgeordnetenhauses.

## Leben
Nach dem Jurastudium wurde Justh 1876 Oberstuhlrichter des Kreises Gyula und übernahm 1879 die Bewirtschaftung seiner Güter in Tornya im Komitat Csanád. Ab 1884 war Justh Reichstagsabgeordneter der Unabhängigkeitspartei für den Wahlbezirk Makó (Komitat Csanád). 1893 wurde er Präsident dieser Partei, trat jedoch schon 1895 zu Gunsten von Ferenc Kossuth zurück. Justh hatte 1899 entscheidenden Anteil am Sturz der Regierung von Dezső Bánffy und diente ab 1905 als Präsident des Abgeordnetenhauses im Ungarischen Reichstag. 1909 sah er sich nach dem Widerstand gegen seine Forderung einer von Österreich unabhängigen Notenbank für Ungarn zum Rücktritt gezwungen.